# Kagyu-Dzong
Pour les articles homonymes, voir Dzong.
Le centre Kagyu-Dzong (tibétain : བཀའ་བརྒྱུད་རྫོང་, Wylie : bka' brgyud rdzong ; 噶举中心) est un centre de l'école karma-kagyu du bouddhisme tibétain fondé en 1974 par Lama Gyourmé, lié au 17e karmapa, Orgyen Trinley Dorje. Il est hébergé dans un temple de style tibétain et bhoutanais qui fut inauguré le 27 janvier 1985, construit à proximité de la Pagode du bois de Vincennes à Paris, siège de l'Institut international bouddhique fondé par Jean Sainteny.

## Histoire
Fondé en 1974, le centre fut le premier centre bouddhiste tibétain kagyupa, nommé Kagyu Dzong par Kalou Rinpoché, ou plus précisément Kagyu Euser Tcheu Dzong, qui signifie « Citadelle de Claire Lumière ». Le centre fut consacré par le 16e Karmapa. Kalou Rinpoché en confia la responsabilité à son disciple Lama Gyourmé.
En 1980, Kalou Rinpoché conféra à la Pagode du bois de Vincennes la grande Initiation de Kalachakra. Il rencontra à cette occasion Jean Ober, secrétaire général de l'Institut international bouddhique, et ensemble, ils élaborèrent un projet de construction d'un temple tibétain. Les plans établis par l'architecte Jean-Luc Massot sur les directives de Kalou Rinpoché furent approuvés par la Mairie de Paris. La première pierre fut posée le 20 mars 1983. Les travaux réalisés par des entreprises privées et de nombreux bénévoles prirent deux ans. 

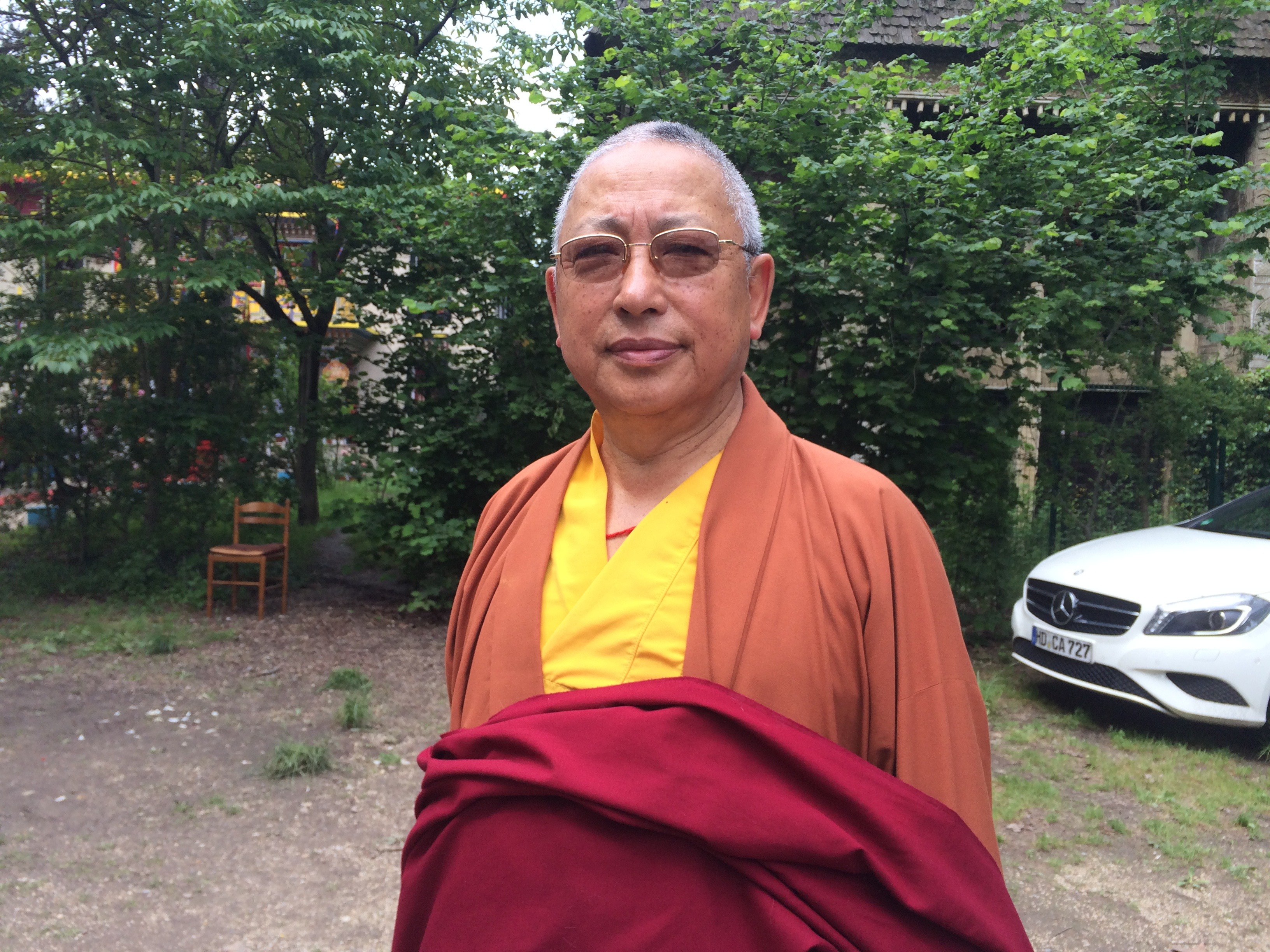
Vénérable Lama Gyourmé

Le Vénérable Lama Gyourmé est aussi le Directeur spitiruel de la Congrégation Vajradhara-Ling et du Centre de Retraites Mahamoudra-Ling, en Normandie.
Il dirige aussi Drayang Gyatso Ling, un centre destiné à la méditation et aux chants de mantras, situé à Barcelone.
Le 20 septembre 2014, Kagyu-Dzong célèbre son 40e anniversaire.
Lors de sa première visite en France, le 17e karmapa Orgyen Trinley Dorje se rend à Kagyu-Dzong qu'il consacre le 1er juin 2016.

## Description
À l'entrée du temple, quatre grandes colonnes peintes de couleurs vives symbolisent les quatre nobles vérités que Bouddha dévoile à Sarnath. La notion de vacuité est représentée par une flèche d'or traversant le centre de l'édifice.

## Activités
De nombreux Grands Maîtres y sont régulièrement conviés, parmi lesquels Sangyé Nyenpa Rinpoché, Tenga Rinpoché, Ringu Tulkou Rinpoché, Khandro Rinpoché, le 2e Kalou Rinpoché etc.
Depuis 2006, chaque année, le Festival de la Paix a lieu à Kagyu-Dzong et à la Grande Pagode pour soutenir le projet de construction du Temple pour la Paix, dont les fondations ont été posées à Vajradhara-Ling.